# 彭學斌
彭學斌（英語：Phang Hsueh Ping，12月19日—），马来西亚华裔，出生於砂拉越，祖籍廣東海豐客家人，华语乐坛词曲创作音乐人。

## 早年
彭學斌的籍貫為廣東省海豐縣，在馬來西亞成長，從小學到中學都是在中文學校（獨立中學）唸書，所以教育一直都是以中文為主要語言。 1982年，彭學斌於小學六年級和新加坡一群電視小演員錄了《猜對了》與《幼教兒歌》兩張兒歌專輯，由松青唱片出版。中學時期，彭學斌開始嘗試寫原創歌曲，最早期的創作《憩》與《石頭記變奏曲》於1987年在馬來西亞柔佛州新山寬柔中學首次舉辦的歌曲創作音樂會中首度發表，後來，他也在新山參與過各種歌曲創作活動，包括「隨族」與「我們的歌」原創歌曲發表會等。
後來彭學斌赴台灣就讀國立政治大學新聞系，參加過許多校內外的歌曲創作賽，包括政大「金旋獎」、大學城全國大專創作歌謠賽、木船民歌大賽、北區大專民歌比賽、淡江大學青音獎等，在學期間，也和政大同學們錄製過一張獨立原創音樂合輯《音樂馬戲團》，並參與過福音創作歌手啞歌的專輯《吟萱心韻》的部分編曲工作。
彭學斌的音樂創作部份受到八零年代台灣流行歌曲的影響，部分則是八零年代的廣東歌曲和西洋歌曲。國小時候聽的是許多台灣或新馬歌手翻唱的台灣校園民歌，中學開始大量接觸八十年代的中英文歌，除了台灣的滾石、飛碟時代的作品，以及香港的譚詠麟、陳百強、陳秋霞、梅艷芳等，他也關注當時西洋排行榜歌曲，例如美國billboard和英國Cashbox。

## 事業
彭學斌在政大參加「金旋獎」創作比賽，被當時評審之一的製作人李安修老師注意。在老師引薦下，彭學斌在1995年畢業後進入唱片公司「藝能動音」擔任製作助理。  第一首出版的流行歌曲是香港藝人黎姿演唱的《假如》，第一張製作的專輯是《郝邵文與肥肥安》。從學生時代在政大唸書到後面進唱片公司工作，彭學斌在台灣一共住了八年，於1998年返回馬來西亞。
彭學斌製作過一百多張唱片，發表過三百多首詞曲作品；合作過的藝人包括：光良、林宥嘉、孫燕姿、陳綺貞、梁靜茹、張智成、張棟樑、陳勢安等。此外，他也是張智成、戴佩妮、王冠逸、彭進成等大馬藝人至海外發展的幕後推手。
彭學斌發表作品從1995年開始，陸續為鍾漢良、張智成、蔡健雅、梁詠琪等多位歌手的專輯創作。2004年，他為孫燕姿創作了《我也很想他》，達到新的事業里程碑，隨後的2006年到2007年之間，彭學斌大量發表創作，包括梁詠琪的《愛情原來那麼傷》、王心凌的《那年夏天寧靜的海》、梁靜茹的《崇拜》等作品，每首皆為專輯主打。近年的主打作品包括張智成的《暗戀》、蔡旻佑的《寂寞，好了》、陳勢安的《天后》、林宥嘉的《伯樂》等。 
彭學斌屢次在馬來西亞娛協獎頒獎典禮（Malaysia PWH Music Award，馬來西亞華人兩年一屆的中文音樂獎），以及AIM 中文音樂頒獎典禮（AIM Chinese Music Awards，馬來西亞最大的音樂頒獎晚會），獲得原創金曲、最佳作曲、最佳專輯、最高點播率中文歌曲、海外最高版稅歌曲等獎項。
彭學斌除了替歌手創作與製作專輯外，自己也有累積個人的作品，包括1999年和眾歌手錄製合輯《歡迎光臨》時首度發表演唱歌曲《鹽》，之後於2000年發行個人創作專輯《我找彭學斌》，2015年發表作品集《到此一遊》。
當初彭學斌回到大馬不久，就發了一張個人創作專輯《我找彭學斌》。後來於2015年，《到此一遊》發行，是一張跨界的心靈反思專輯。全專輯由彭學斌作曲、佛光出版社總編輯沈明信填詞，同時邀請眾多馬來西亞歌手來演繹他的創作，而他自己也在專輯中獻聲演唱〈這世界靜得像一首詩〉一曲。《到此一遊》描述了十個人生的際遇、場景、以及生命故事。當正處在一個世界亂象並動盪不斷的年代，彭學斌希望這張專輯能以更入世開放的眼光去探討對社會、對生活價值觀、對生離死別、對信仰與情感有更寬大的描繪的流行作品，於是便衍生了《到此一遊》的概念。這張專輯無論在文字、歌手人選、音樂氛圍、聽者市場上，均刻意採用出有別於平時商業歌曲的創作模式。彭學斌的創作納入了信仰與人生的宏觀元素，因而讓音樂內涵顯得更加豐盈，以自身的創作做出另一層精神層次的體現。2021年發行翻唱專輯《矯情之歌》。

## 個人生活
彭學斌幾乎都是在早上寫歌，為了專心創作，會保持單純的作息規律。平日不管工作多寡都會去上班，若不特別忙的話就會六七點下班。他認為讓自己處在一個穩定有規律的工作狀態之中，這樣的時間分配會讓自己更專注在音樂工作上。 他曾於受訪時描述他的工作方式：「每天早上我盡量在Keyboard前面，不管有沒有靈感，我都要練4個小時左右，這是一個必要的訓練，生活作息調整到非常規律的狀態，我是相信我是適合這方式，在這個工作中更專注才是最重要的，我製作唱片也盡量不熬夜。」
彭學斌認為自己做音樂完全是因為興趣所使，並不是因為背負了某種使命。在音樂產業中，彭學斌已經達成某階段的成就，但還是認為自己的信念和態度和最初並沒有太大的改變。他認為一件事做的好不好，永遠是自己對自己的交代，而不是做給其他人看的，因此也沒有競爭之心。對於未來，他則期許在台灣和大馬之外，希望趁自己還有體力和精力時，去中國走走與觀察，並和中國進行更多更深的音樂交流。
彭學斌曾於某次受訪時自述他創作歷程的故事：「曾經有一年，我因為創作的收入不穩定，回到老家，在我們家的傳統文具店顧店，當時有一個Moment是我永遠無法忘記的，一個飄著雨的早晨，店裡照例沒有半個客人，我聽到電台放的剛好是我賣出不久的歌，是孫燕姿唱的〈我也很想他〉，當時想著，我還能寫啊！我為何不能努力試試看呢？那並不是我能力消失了，而是一個心魔，不知為何要做下去。」彭學斌覺得，那其實是個令人感傷的畫面，他明白這行無法保證一個穩定的未來，但是自己對音樂的喜愛卻已經超越了對未知的恐懼。他鼓勵現代的音樂創作人：「我知道現代創作者很累，時代是那麼的焦慮，社群網站鼓勵我們當個名人， 必須做很多跟工作本身無關的事情，來增加安全感，我們正經歷一個很大的改變，但台灣的創作能力還在，我們想聽有底蘊的東西，還是會找台灣的作品，如果你的才華、能力還在，就是要等一個機會，全球化後市場排擠效應會更大，但市場終不能取代創作本質。」